# Liskovec (okres Chust)
Liskovec, česky také Lachovec, ukrajinsky Лісковець do roku 1946 Ляховець, maďarsky Lengyelszállás, je obec v Mižhirské vesnickě komunitě, v okresu Chust, v Zakarpatské oblasti Ukrajiny. V roce 2025 zde žilo 571 obyvatel. Částí obce Liskovec jsou Rekity. V roce 2025 žilo v celé obci 898 obyvatel.

## Historie
První písemná zmínka o této obci pochází z roku 1614. Do uzavření Trianonské smlouvy byla obec součástí Uherska, poté byla součástí Československa. Od 15. dubna 1939 byla obec součástí samostatného státu Karpatská Ukrajina; za několik dní pak bylo Zakarpatí obsazeno maďarskými vojsky. Od roku 1945 byla obec součástí Ukrajinské sovětské socialistické republiky, která byla součástí SSSR. Od roku 1991 je součástí nezávislé Ukrajiny.